# Perry Moree
Pieter Jan "Perry" Moree (Vlaardingen, 29 november 1960) is een Nederlands maritiem historicus, gespecialiseerd in de geschiedenis van de Verenigde Oost-Indische Compagnie.

## Opleiding en carrière
Moree studeerde aan de Universiteit Leiden in de jaren 1981-1987 en promoveerde er in 1998. Hij is een historicus van de Leidse maritieme school, die uitvoerig gebruik maakt van ongepubliceerde primaire bronnen. Moree heeft veel bezoeken afgelegd aan archieven in het buitenland waar zich Nederlandse bronnen bevinden (onder meer in Zuid-Afrika, Indonesië en het Verenigd Koninkrijk). Hij publiceert regelmatig over de VOC en over de Nederlandse visserijgeschiedenis. Zijn boek uit 2014, in samenwerking met Piet van Sterkenburg, Verdrinken zonder water, bevat de memoires van Jan Ambrosius Hoorn (1741-1821), die het in de jaren 1758-1778 van jong matroos op een VOC-schip tot substituut waterfiscaal in Batavia wist te schoppen.
Moree was lange tijd in dienst bij de Koninklijke Bibliotheek (1993-2010), waar hij directeur bedrijfsvoering was. Moree werd in 2010 vice president Finance & Operations (CFO) van de Leidse beursgenoteerde uitgeverij Brill. Van 1 april 2015 tot 1 maart 2025 was hij directeur-bestuurder van ZB Bibliotheek van Zeeland in Middelburg. Hij was tevens bestuurslid van SPN (Stichting Samenwerkende POI’s Nederland) en voorzitter van de Onderhandelingscommissie Leenrechtvergoedingen van de VOB (Vereniging Openbare Bibliotheken). Hij vervulde vele bestuursfuncties bij IFLA, de International Federation of Library Associations and Institutions. In de periode 1999-2003 was hij voorzitter van de Linschoten-Vereeniging, die historische reisjournalen uitgeeft. Hij is momenteel bestuurslid (penningmeester) van het GO Fonds, vice-voorzitter (en voorzitter van de Beleggingscommissie) van Fonds Schiedam Vlaardingen e.o., en lid van de Raad van Toezicht (portefeuille Financiën) van Museum Vlaardingen.

## Sailing Letters en Aagje Luijtsen
Moree is als mede-initiatiefnemer betrokken bij 'Sailing Letters', een conserverings- en massadigitaliseringsproject van door Nederlanders geschreven en nooit bezorgde 17e- en 18e-eeuwse post. Deze brieven bevinden zich in The National Archives in Kew, Londen. In 2011 won Moree, samen met Els van Eijck van Heslinga, de Linschotenpenning voor 'Sailing Letters'. Moree was als redacteur (en auteur) in de periode 2009-2014 betrokken bij de vijfdelige reeks Sailing Letters Journaal. In 2003 publiceerde hij een reeks brieven van de Texelse zeemansvrouw Aagje Luijtsen uit 1776-1780, een boek dat veel aandacht trok, onder andere vanwege de vrouwelijke invalshoek. Voor het eerst stond de thuisblijfster en niet de zeeman centraal. Aagje Luijtsen is intussen een bekende historische figuur op Texel. Er zijn zelfs theatervoorstellingen gegeven, waarin geciteerd werd uit Aagje's brieven.

## Innovatie bij de VOC
In zijn proefschrift uit 1998 rekende Moree af met het wat negatieve beeld van de VOC aan het eind van de achttiende eeuw dat door vele historici altijd wordt geschetst. Net zoals Karel Davids meent hij dat in de laatste jaren van de Compagnie plaats was voor innovatie. Davids wees op de vernieuwing van navigatietechnieken en Moree gaat in zijn boek in op een belangrijke innovatie in het scheepvaartverkeer tussen de Republiek en Azië in het laatste kwart van de achttiende eeuw: de instelling van een pakketvaart met snel zeilende brikken, waardoor de communicatie tussen Nederland en de Oost sterk kon verbeteren. Tot die tijd stelde de VOC alles in het werk om particuliere postverzending te belemmeren (via censuur en strenge straffen op clandestien vervoer van brieven), maar ging nu brievenvervoer juist bevorderen. Door de oorlogssituatie vanaf 1793 is deze innovatie weer in de kiem gesmoord. De pakketvaart ging met de VOC kort daarna ten onder. Critici hebben Moree wel verweten deze innovatie te veel op de voorgrond te plaatsen: de Compagnie was feitelijk zieltogend.

## Sterfdatum van de dodo
In 1998 publiceerde Moree een geschiedenis van het eiland Mauritius, waar de VOC een vestiging had in de jaren 1638-1710. In dit boek gaat hij in op zijn ontdekking, dat de bekende loopvogel dodo in 1688 nog voorkwam op het eiland. Men had tot dan toe aangenomen dat de laatste dodo al rond 1664 was uitgestorven, maar uit de Kaapse Archieven bleek dat dit niet klopte. Vanuit ornithologische hoek zijn er bezwaren ingebracht tegen Moree's conclusie (o.a. door Anthony Cheke). Moree heeft daarop aangekondigd dat hij de dagregisters van Mauritius 1686-1688 als bronnenuitgave zou willen publiceren. Moree is Fellow van de Linnean Society of London.

## Beknopte bibliografie
- P.J. Moree, Met vriend die God geleide. Het Nederlands-Aziatisch postvervoer ten tijde van de Verenigde Oost-Indische Compagnie (Zutphen, 1998)
- P.J. Moree, A concise history of Dutch Mauritius. A fruitful and healthy land (London, New York, 1998)
- A.S. Cheke, 'Establishing extinction dates – the curious case of the Dodo and the Red Hen', in: Journal of the National Museum, Praha, Natural History Series 148 (2006): 155-158 [reactie op Moree's geschiedenis van Mauritius]
- P.J. Moree, Dodo's en galjoenen. De reis van het schip Gelderland naar Oost-Indie, 1601-1603, Werken Linschoten-Vereeniging, deel 100 (Zutphen, 2001)
- P.J. Moree, Kikkertje Lief. Brieven van Aagje Luijtsen geschreven tussen 1776 en 1780 aan Harmanus Kikkert, stuurman in dienst van de VOC (Den Burg, 2003)
- P.J. Moree en P. van Sterkenburg, Verdrinken zonder water. De memoires van VOC-matroos Jan Ambrosius Hoorn, 1758-1778, Werken Linschoten-Vereeniging, deel 113 (Zutphen, 2014)
- P.J. Moree, Maritieme Miniaturen, een vijfdelige reeks maritiem-historische bibliofiele boekjes, o.a. over James Cook, verdriet en duiveluitdrijving op VOC-schepen en de eerste bewoner van Mauritius (Vlaardingen, 2015-2020)
- P.J. Moree, Letterkundige mijmeringen, een reeks bibliofiele boekjes, o.a. over Nescio (en zijn bezoeken aan de jaarvergaderingen van de Maatschappij der Nederlandse Letterkunde) en Mary Shelley (en haar verblijf in Nederland in 1814)
- P.J. Moree, Le premier habitant de l’Île Maurice (Vlaardingen, 2022), bibliofiele uitgave